# Quai des brunes
Pour la bière, voir Liste de marques de bières brassées en France#Calvados.
Cet article possède un paronyme, voir Le Quai des brumes.
Quai des brunes est le quatrième tome de la série Grand Vampire paru en 2003. Le scénario et les dessins sont de Joann Sfar et les couleurs d'Audré Jardel.

## Résumé
Fernand est chargé par l'inspecteur Mazock d'enquêter sur des meurtres dans un parc.

## Personnages
- Fernand : Vampire et personnage central de cette histoire.
- Vincent Ehrenstein : Ami de Fernand, il est policier à Vilna et l'adjoint de Mazock.
- Michel Douffon : Ami de Fernand.
- Mazock : Inspecteur au commissariat de Vilna.
- Josacine : Grande sœur d'Aspirine et fantasme de Fernand.
- Aspirine : Amie de Fernand, elle est amoureuse de lui.

### Documentation
- Pascal Paillardet, « Dans l'cou », BoDoï, no 62,‎ avril 2003, p. 16.